# Uppdragsverksamhet
Uppdragsverksamhet är för svenska myndigheter en avgiftsfinaniserad del av dess hela verksamhet som beskrivs i myndighetens regleringsbrev. Andra delar av en myndighets verksamhet är till exempel anslags- och bidragsfinansierad verksamhet samt affärsverksamhet. Enligt Ekonomistyrningsverket bör den avgiftsbelagda uppdragsverksamheten tydligt kunna urskiljas från annan statlig verksamhet såsom myndighetsutövning och andra myndighetsuppgifter.
Myndigheters uppdragsverksamhet används i dag som samlingsbeteckning för all avgiftsfinansierad verksamhet som efterfrågas frivilligt. "Uppdragsverksamhet omfattar samtliga avgifter som inte klassificerats som offentligrättsliga. Med uppdragsverksamhet avses i regel försäljning av varor och tjänster som är frivilligt efterfrågade."  Regeringen skiljer emellertid på en myndighets uppdragsverksamhet och affärsverksamhet. Förvaltningskommittén pekar på att "all uppdragsverksamhet som myndigheterna bedriver, inte per definition är konkurrensutsatt.
Uppdragsverksamhet kännetecknas enligt Förvaltningskommittén  av att: 
- Regeringen har rätt att besluta om att avgiften ska införas.
- Regeringen har rätt att bestämma avgiftens storlek, men har i regel delegerat rätten till myndigheten.
- Varor och tjänster är frivilligt efterfrågade
- Det kan finnas mer än en producent."

Många statliga myndigheter bedriver någon form av avgiftsfinansierad uppdragsverksamhet.. Under 2012 uppgick de statliga myndigheternas avgiftsintäkter till omkring 76,1 miljarder kronor: Intäkterna i uppdragsverksamhet uppgick till 61,1 miljarder kronor att jämföras med avgifter från offentligrättslig verksamhet som uppgick till 15 miljarder kronor.

## Exempel på myndigheters avgiftsfinansierade verksamheter
- Göteborgs universitet: "Uppdragsverksamheten kännetecknas av att det finns ett uppdrag från en kund som vill köpa forskning eller utbildning från universitetet och där resultatet tillfaller kunden med äganderätt. Avtal som reglerar uppdragets omfattning ska slutas med uppdragsgivaren. Ersättning för utfört arbete faktureras kund/uppdragsgivare.[8]"
- SMHI: Enligt sin instruktion "ska SMHI inom sitt verksamhetsområde, vid sidan av anslagsfinansierad verksamhet, bedriva avgiftsfinansierad uppdragsverksamhet gentemot andra myndigheter samt affärsverksamhet. År 2012 omsatte SMHI totalt 670 miljoner kronor, varav uppdragsverksamheten stod för knappt 22 miljoner kronor och affärsverksamheten cirka 202 miljoner kronor. Branschanpassade prognos- och konsulttjänster är exempel på tjänster i affärsverksamheten medan brandriskprognoser och miljöövervakning är exempel på tjänster inom uppdragsverksamheten[9]" "Enligt SMHI är uppdragsverksamhet avgiftsfinansierad verksamhet som utförs på uppdrag av andra myndigheter, men där kunderna bedömer att det inte finns en marknad med alternativa utförare. Tjänster som SMHI säljer till andra myndigheter efter en genomförd upphandling räknar emellertid myndigheten som en del av affärsverksamheten." [10]

- Statens jordbruksverk: "Jordbruksverkets totala omsättning uppgick 2012 till 1,4 miljarder kronor varav 456 miljoner kronor avsåg avgifter från uppdragsverksamhet. Merparten av uppdragsverksamheten avser veterinära tjänster. Dessa tjänster är i huvudsak av ambulerande karaktär, det vill säga behandlingar hos djurägare, och sker på landsbygden. En femtedel av omsättningen av de veterinära tjänsterna avser jourverksamhet för akut sjuka djur på helger och nattetid."[11]